# Bezirksfeuerwehrverband

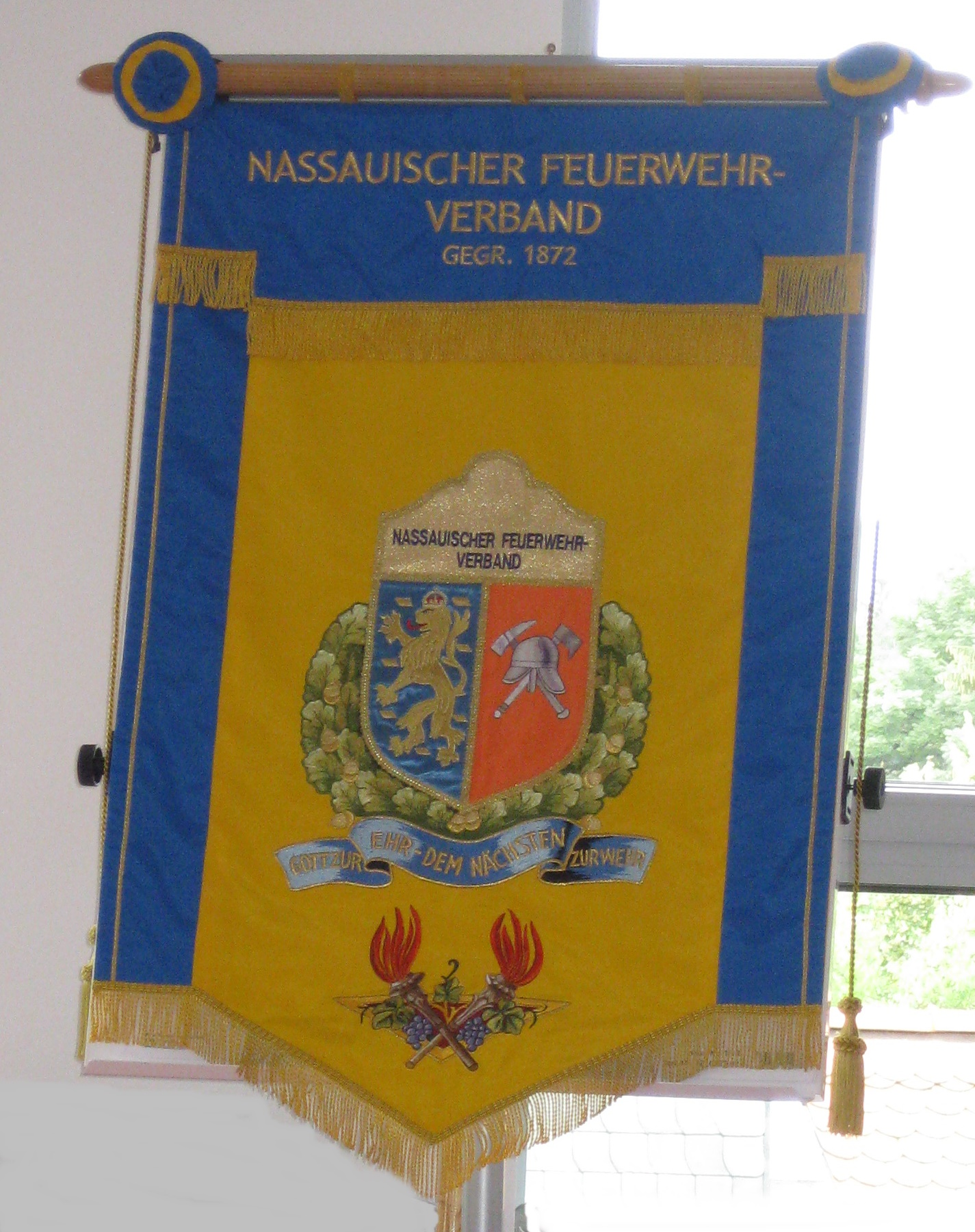
Verbandsfahne des Nassauischen Feuerwehrverbandes – ein Bezirksfeuerwehrverband in Deutschland

Ein Bezirksfeuerwehrverband in Deutschland ist der jeweilige Fachverband der Feuerwehren in einem Regierungsbezirk. Da die kommunale bzw. verwaltungstechnische Ebene der Bezirke nicht in allen Bundesländern eingerichtet ist, gibt es die Bezirksfeuerwehrverbände nicht überall. In Bayern sind in allen sieben Bezirken entsprechende Verbände vorhanden. Dem Landesfeuerwehrverband Hessen sind drei Bezirksfeuerwehrverbände angegliedert: Der Nassauische Feuerwehrverband, der Bezirksfeuerwehrverband Kurhessen-Waldeck und der Bezirksfeuerwehrverband Hessen-Darmstadt.
Mitglieder sind die Kreisfeuerwehrverbände und Stadtfeuerwehrverbände des jeweiligen Bezirkes. Die Aufgaben der Bezirksfeuerwehrverbände liegen im Bereich Interessensvertretung, Öffentlichkeitsarbeit, Brandschutzerziehung und -aufklärung sowie in der Förderung des Feuerwehrwesens, des Brand- und Katastrophenschutzes, der Aus- und Weiterbildung, der Feuerwehrmusik, der Jugendfeuerwehren sowie Kinderfeuerwehren. Sie bilden eine Art Zwischeninstanz zwischen den Kreisfeuerwehrverbänden und dem Landesfeuerwehrverband.
Ein Bezirksfeuerwehrverband dient als Ansprechpartner für die Verwaltung der Regierungsbezirke, Kreisfeuerwehrverbände und andere Organisationen in allen Belangen rund um den Brandschutz und die Feuerwehrarbeit. Die Aufgaben eines Bezirksfeuerwehrverbandes sind häufig die Konzeptionierung von Ausbildungen und Schulungen sowie die Vertretung von Interessen der Feuerwehren gegenüber der Politik und der Öffentlichkeit.
In den 1970er Jahren bis Anfang der 1990er Jahre rief der Deutsche Feuerwehrverband mit seinen Landesfeuerwehrverbänden, Bezirksfeuerwehrverbänden und Stadt- und Kreisfeuerwehrverbänden jährlich zur Durchführung der bundesweiten Brandschutzwoche jeweils unter einem anderen Motto auf, um die Feuerwehr-Akzeptanz in der Bevölkerung zu verbessern.
In Österreich bestehen in einigen Bundesländern als nächste Ebene unter den Landesfeuerwehrverbänden in den Fällen, wenn sie eine eigene Körperschaft sind, wie beispielsweise in Tirol. In den anderen Fällen besteht auf dieser Ebene nur eine Kommandostruktur, die direkt dem Landesverband untersteht. In der Steiermark bestehen sogenannte Bereichsfeuerwehrverbände, die bei der Zusammenlegung einzelner Bezirke aus den Bezirksfeuerwehrverbänden durch Umbenennung entstanden. Historisch gesehen bestanden auch in Niederösterreich bis 1970, als mit Gültigkeit des Feuerwehrgesetzes die Feuerwehren Körperschaften wurden, Feuerwehrverbände auf Vereinsbasis.